# Giro di Sassonia 2003
Il Giro di Sassonia 2003, diciannovesima edizione della corsa, si svolse dal 23 al 27 luglio 2003 su un percorso di 860 km ripartiti in 5 tappe e un cronoprologo, con partenza e arrivo a Dresda. Fu vinto dal tedesco Fabian Wegmann della squadra Gerolsteiner davanti al danese Frank Høj e allo svizzero Daniel Schnider.

## Tappe
| Tappa  | Data      | Percorso                            | km  | Vincitore di tappa | Leader cl. generale |
| ------ | --------- | ----------------------------------- | --- | ------------------ | ------------------- |
| Prol.  | 23 luglio | Dresda > Dresda (cron. individuale) | 3   | Roberto Lochowski  | Roberto Lochowski   |
| 1ª     | 23 luglio | Dresda > Crimmitschau               | 123 | Daniele Contrini   | Daniele Contrini    |
| 2ª     | 24 luglio | Werdau > Chemnitz                   | 202 | Fabian Wegmann     | Lars Wackernagel    |
| 3ª     | 25 luglio | Chemnitz > Lipsia                   | 185 | Oscar Camenzind    | Lars Wackernagel    |
| 4ª     | 26 luglio | Lipsia > Meissen                    | 187 | Jans Koerts        | Fabian Wegmann      |
| 5ª     | 27 luglio | Dresda > Dresda                     | 160 | Steffen Wesemann   | Fabian Wegmann      |
| Totale | Totale    | Totale                              | 860 |                    |                     |

## Dettagli delle tappe

### Prologo
- 23 luglio: Dresda > Dresda (cron. individuale) – 3 km

| Pos. | Corridore         | Squadra      | Tempo |
| ---- | ----------------- | ------------ | ----- |
| 1    | Roberto Lochowski | Wiesenhof    | 3'33" |
| 2    | Oscar Camenzind   | Phonak       | s.t.  |
| 3    | Sebastian Lang    | Gerolsteiner | s.t.  |

| Pos. | Corridore         | Squadra      | Tempo |
| ---- | ----------------- | ------------ | ----- |
| 1    | Roberto Lochowski | Wiesenhof    | 3'33" |
| 2    | Oscar Camenzind   | Phonak       | s.t.  |
| 3    | Sebastian Lang    | Gerolsteiner | s.t.  |

### 1ª tappa
- 23 luglio: Dresda > Crimmitschau – 123 km

| Pos. | Corridore        | Squadra       | Tempo    |
| ---- | ---------------- | ------------- | -------- |
| 1    | Daniele Contrini | Gerolsteiner  | 3h00'26" |
| 2    | Lars Wackernagel | Wiesenhof     | a 28"    |
| 3    | Gregor Willwohl  | WINfix-techem | a 2'03"  |

| Pos. | Corridore         | Squadra      | Tempo    |
| ---- | ----------------- | ------------ | -------- |
| 1    | Daniele Contrini  | Gerolsteiner | 3h03'54" |
| 2    | Lars Wackernagel  | Wiesenhof    | a 36"    |
| 3    | Roberto Lochowski | Wiesenhof    | a 2'09"  |

### 2ª tappa
- 24 luglio: Werdau > Chemnitz – 202 km

| Pos. | Corridore       | Squadra      | Tempo    |
| ---- | --------------- | ------------ | -------- |
| 1    | Fabian Wegmann  | Gerolsteiner | 5h03'57" |
| 2    | Frank Høj       | Fakta        | s.t.     |
| 3    | Daniel Schnider | Phonak       | s.t.     |

| Pos. | Corridore        | Squadra      | Tempo    |
| ---- | ---------------- | ------------ | -------- |
| 1    | Lars Wackernagel | Wiesenhof    | 8h09'10" |
| 2    | Fabian Wegmann   | Gerolsteiner | a 45"    |
| 3    | Frank Høj        | Fakta        | s.t.     |

### 3ª tappa
- 25 luglio: Chemnitz > Lipsia – 185 km

| Pos. | Corridore       | Squadra      | Tempo    |
| ---- | --------------- | ------------ | -------- |
| 1    | Oscar Camenzind | Phonak       | 4h16'47" |
| 2    | Sebastian Lang  | Gerolsteiner | s.t.     |
| 3    | Slawomir Kohut  | CCC-Polsat   | s.t.     |

| Pos. | Corridore        | Squadra      | Tempo     |
| ---- | ---------------- | ------------ | --------- |
| 1    | Lars Wackernagel | Wiesenhof    | 12h36'06" |
| 2    | Fabian Wegmann   | Gerolsteiner | a 39"     |
| 3    | Frank Høj        | Fakta        | s.t.      |

### 4ª tappa
- 26 luglio: Lipsia > Meissen – 187 km

| Pos. | Corridore      | Squadra         | Tempo    |
| ---- | -------------- | --------------- | -------- |
| 1    | Jans Koerts    | Bankgiroloterij | 3h55'04" |
| 2    | Fabian Wegmann | Gerolsteiner    | s.t.     |
| 3    | Frank Høj      | Fakta           | s.t.     |

| Pos. | Corridore       | Squadra      | Tempo     |
| ---- | --------------- | ------------ | --------- |
| 1    | Fabian Wegmann  | Gerolsteiner | 16h31'38" |
| 2    | Frank Høj       | Fakta        | a 5"      |
| 3    | Daniel Schnider | Phonak       | a 25"     |

### 5ª tappa
- 27 luglio: Dresda > Dresda – 160 km

| Pos. | Corridore        | Squadra   | Tempo    |
| ---- | ---------------- | --------- | -------- |
| 1    | Steffen Wesemann | Telekom   | 3h56'29" |
| 2    | Timo Scholz      | Wiesenhof | a 1'56"  |
| 3    | Martin Elmiger   | Phonak    | s.t.     |

| Pos. | Corridore       | Squadra      | Tempo     |
| ---- | --------------- | ------------ | --------- |
| 1    | Fabian Wegmann  | Gerolsteiner | 20h36'33" |
| 2    | Frank Høj       | Fakta        | a 5"      |
| 3    | Daniel Schnider | Phonak       | a 25"     |

## Classifiche finali

### Classifica generale
| Pos. | Corridore          | Squadra                | Tempo     |
| ---- | ------------------ | ---------------------- | --------- |
| 1    | Fabian Wegmann     | Gerolsteiner           | 20h36'33" |
| 2    | Frank Høj          | Team Fakta             | a 5"      |
| 3    | Daniel Schnider    | Phonak Hearing Systems | a 25"     |
| 4    | Lars Wackernagel   | Team Wiesenhof         | a 39"     |
| 5    | Ronny Scholz       | Gerolsteiner           | a 50"     |
| 6    | Raphael Schweda    | Team Bianchi           | a 1'18"   |
| 7    | Beat Zberg         | Rabobank               | a 2'25"   |
| 8    | Paul Van Hyfte     | Team CSC               | a 10'10"  |
| 9    | Radoslaw Romianik  | CCC-Polsat             | a 10'22"  |
| 10   | Stefan Kupfernagel | Phonak Hearing Systems | a 10'45"  |